# M/T Pelješčanka
M/T Pelješčanka je trajekt u sastavu flote hrvatskog brodara Jadrolinije. Izgrađena je 1971. u Kraljevici kao dio serije tzv. škovacera (M/T Šoltanka, M/T Lošinjanka i M/T Krčanka). Svi ti trajekti su građeni za mala pristaništa. 
M/T Pelješčanka kapaciteta je oko 200 putnika i 30 automobila. Trenutno plovi na liniji Makarska-Sumartin

## Vanjske poveznice
|  | Zajednički poslužitelj ima još gradiva o temi M/T Pelješčanka |